# Autobahnsee (Augsburg)
Der Augsburger Autobahnsee liegt an der Anschlussstelle Augsburg-Ost der Bundesautobahn 8 südlich des Augsburger Flugplatzes.

## Geschichte
In den Jahren 1936 und 1937 wurde der Autobahnsee ausgebaggert, um Kies für den Autobahnbau zu gewinnen. Er diente der Marine-SA99 anschließend als Übungsplatz. Pläne, am Autobahnsee ein Strandbad mit einem Hotel zu errichten, wurden durch den Ausbruch des Zweiten Weltkriegs zunichtegemacht.

## Hydrologie
Der Baggersee ist ca. 17 ha groß, bis zu vier Meter tief und dient als Badesee und Fischzucht-Gewässer. Die Wasserqualität wird vom Gesundheitsamt regelmäßig überprüft. 

## Beschreibung
Der Autobahnsee befindet sich unmittelbar nördlich der Autobahn und grenzt im Osten an Dickelsmoor und das ADAC-Fahrsicherheitszentrum Augsburg. Für die Erholungssuchenden stehen drei Parkplätze zur Verfügung sowie Liegewiesen, Grillplätze, Kinderspielgeräte und Toiletten. Der Zugang erfolgt über einen Weg, der um den See herumführt.

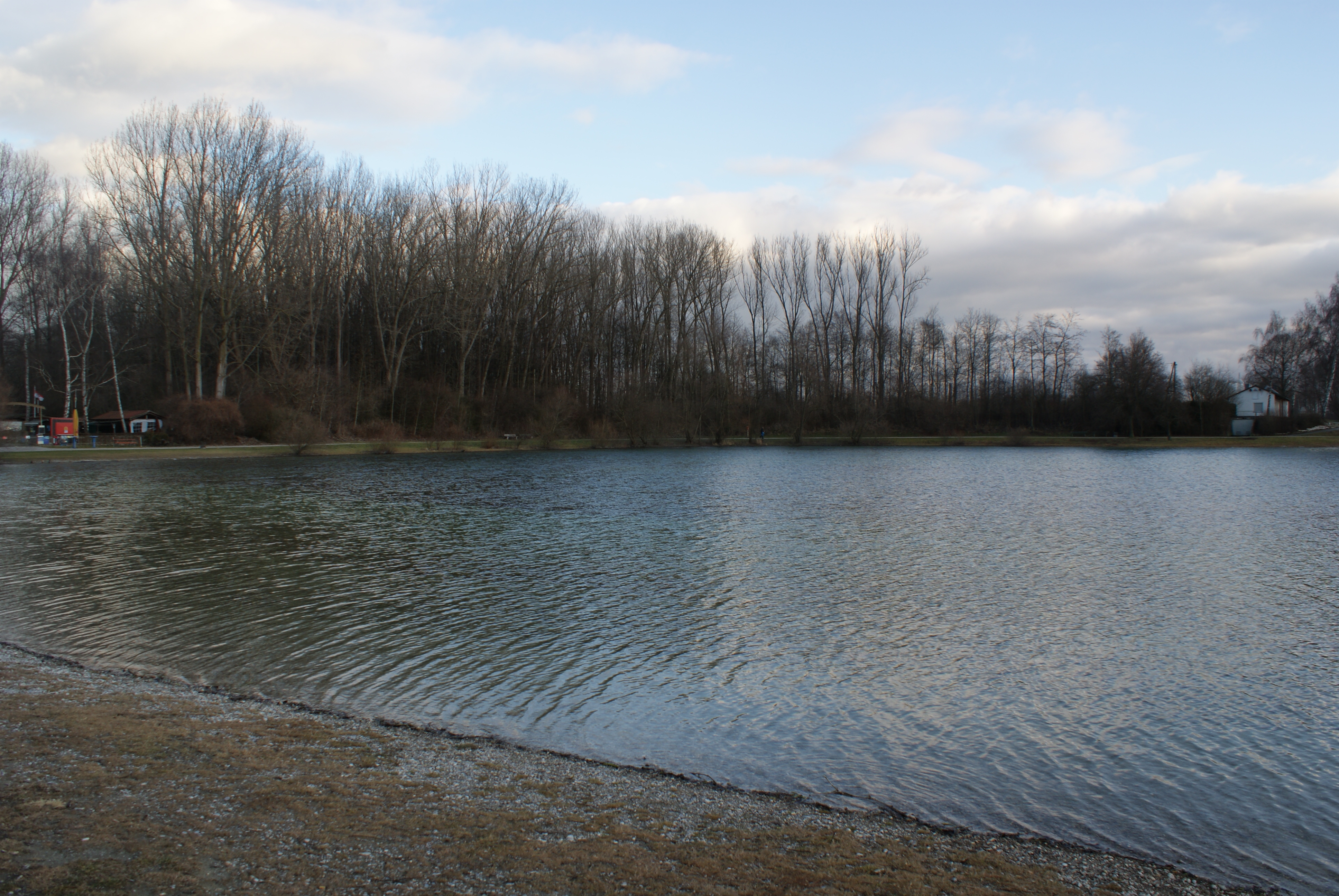
Der Autobahnsee in Augsburg

Neben einem Kiosk befinden sich auch ein Biergarten und ein Restaurant am See. Für die Sicherheit der Badegäste sorgt eine direkt am Ufer gelegene Wasserwacht-Station. Bekannt ist der See auch für den westlich gelegenen Campingplatz und den eigens für Modellboote angelegten Steg.
Sowohl der Kaisersee als auch der Derchinger Baggersee befinden sich in geringer Entfernung zum Autobahnsee.

## Fischerei
Der See dient als Fischzuchtgewässer. Die Hauptfische sind Karpfen, Aal, Schleie und Regenbogenforelle. Während des ganzen Jahres kann man hier auch nach Hechten angeln, die aber kaum größer als etwa 45 Zentimeter werden. Regelmäßig werden auch Regenbogenforellen, Saiblinge und Bachforellen ausgesetzt, die im hinteren Seeteil mit Spinnruten gefangen werden können. Erlaubt sind zwei Handangeln, wovon nur eine für Raubfische geeignet sein darf. Fürs Spinnfischen darf nur eine Angel verwendet werden.
Lebende Köderfische, Schuppen und Ausweiden von Fischen sind, wie an jedem anderen deutschen See, verboten. Ein Friedfisch am Tag ist, genau wie das Fischen aus dem Boot gemäß der Verordnung der Stadt Augsburg, erlaubt.